# Formica aequalis
Formica aequalis är en myrart som beskrevs av Walker 1871. Formica aequalis ingår i släktet Formica och familjen myror. Inga underarter finns listade i Catalogue of Life.